# Statue de Notre-Dame de Fátima
La statue de Notre-Dame de Fátima, installée devant la chapelle des apparitions, a été réalisée par un sculpteur en cèdre du Brésil sur les indications de Lúcia dos Santos (seule voyante de Fátima survivante) en 1920. Cette statue, représentant Notre-Dame de Fátima, est solennellement couronnée le 13 mai 1946 par le cardinal Benedetto Aloisi Masella, légat du pape Pie XII.
La statue effectue quelques voyages au Portugal et au Vatican, mais pour répondre aux très nombreuses sollicitations, une copie est réalisée : « la Vierge pèlerine de Fátima ». Cette statue pèlerine fait le tour du monde et visite 64 pays en 50 ans. La statue « pèlerine » est maintenant installée dans la basilique de Notre-Dame du Rosaire de Fatima. Douze nouvelles copies ont été réalisées, poursuivant les voyages autour du monde.

## Statue de Notre-Dame de Fátima

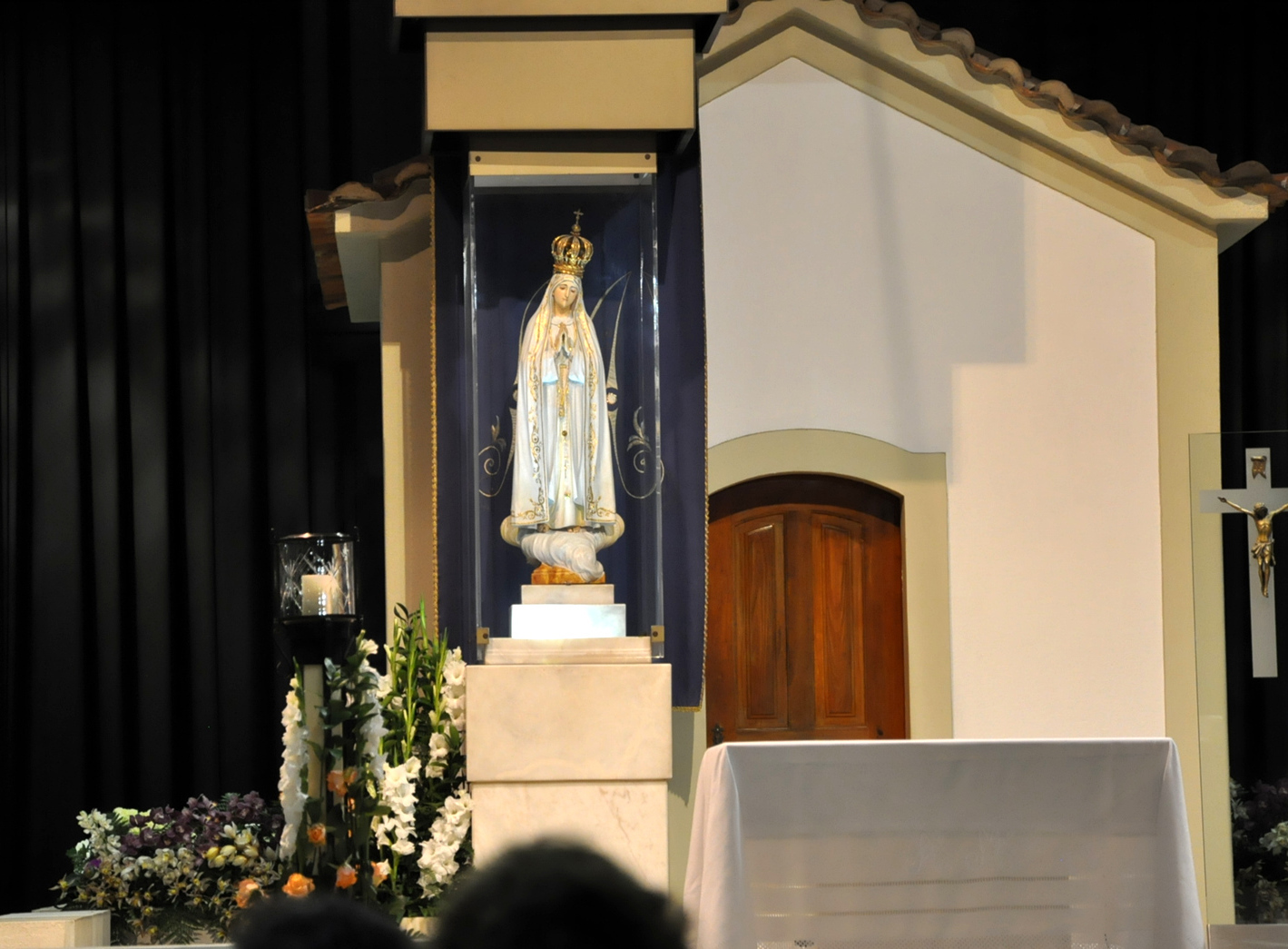
La statue de N-D de Fatima dans son lieu d'exposition habituel

La statue originale a été commandée par Gilberto Fernando dos Santos en 1920 et dessinée par la maison Casa Fânzeres de Braga, selon les indications de sœur Lucie de Jésus et du Cœur immaculé. Le travail de sculpture a été réalisé par José Ferreira Thedim (pt) dans un bois de cèdre du Brésil. La statue mesure 1,10 m et pèse 19 kilos. Quelques modifications de la statue ont été réalisées dans les années 1950 par Thedim,.
Gilberto Fernando dos Santos, commerçant à Torres Novas conserve la statue un temps dans sa demeure avant d'en faire don à la paroisse de Fatima. Le 13 mai 1920, la statue de Notre-Dame de Fátima est bénie dans l'église paroissiale de Fátima par le père Antonio de Oliveira Reis, archiprêtre de Torres Novas. La statue est portée et déposée dans la petite chapelle des apparitions le 13 juin 1920. 
Elle est couronnée solennellement le 13 mai 1946 par le légat du pape le cardinal Benedetto Aloisi Masella,.
En juin 2013, la statue sort de la chapelle afin que son état de conservation soit analysé (c'est la première étude de conservation de la statue). Compte tenu de son âge presque centenaire, les tests effectués à l'Institut polytechnique de Tomar se sont révélés être satisfaisants. La sortie de la statue a entrainé des mesures particulières de sécurité, dont des gardes et des agents d'assurance,.
Installée à l'origine à l'intérieur de la chapelle, la statue est maintenant exposée à l'extérieur de la petite construction, pour être plus facilement visible du public.

## Les couronnes

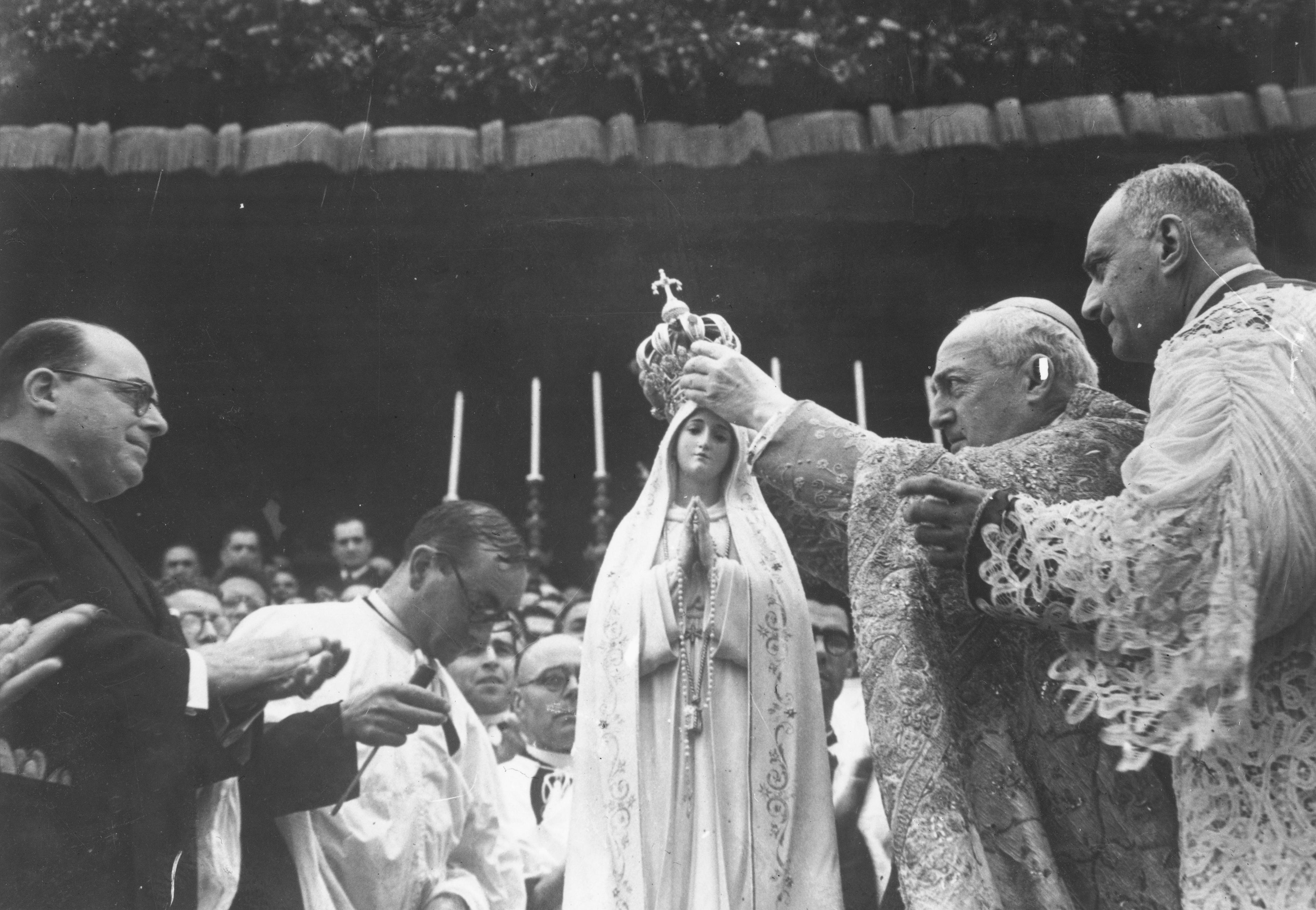
Couronnement de la statue de la Vierge le 13 mai 1946 par le Cardinal Benedetto Aloisi Masella.

La couronne d'or, portée par la statue, a été offerte par un groupe de femmes portugaises le 13 octobre 1942 en action de grâce de la protection accordée au Portugal durant la Seconde Guerre mondiale (et sa non-participation au conflit). Elle a été réalisée gratuitement par 12 artisans joaillers de Leitão & Irmão à Lisbonne. Le travail a duré trois mois. De plus, les dons ayant été généreux, les joaillers ont réalisé deux couronnes : l’une en argent doré et l’autre en or serti de pierres précieuses. La couronne (d'or) pèse 1 200 grammes et contient 313 perles et 2 679 pierres précieuses.
En 1646, le roi Jean IV du Portugal avait déposé la couronne du Portugal sur la tête de Notre-Dame de la Conception ((pt) Nossa Senhora da Conceição) qui avait été proclamée « Reine et patronne du Portugal ». C'est pourquoi les joaillers ont réalisé pour Notre-Dame de Fatima deux « couronne[s] de reine » en hommage à celle qui, aujourd'hui encore est considérée comme « reine, patronne et protectrice de leur pays »,.

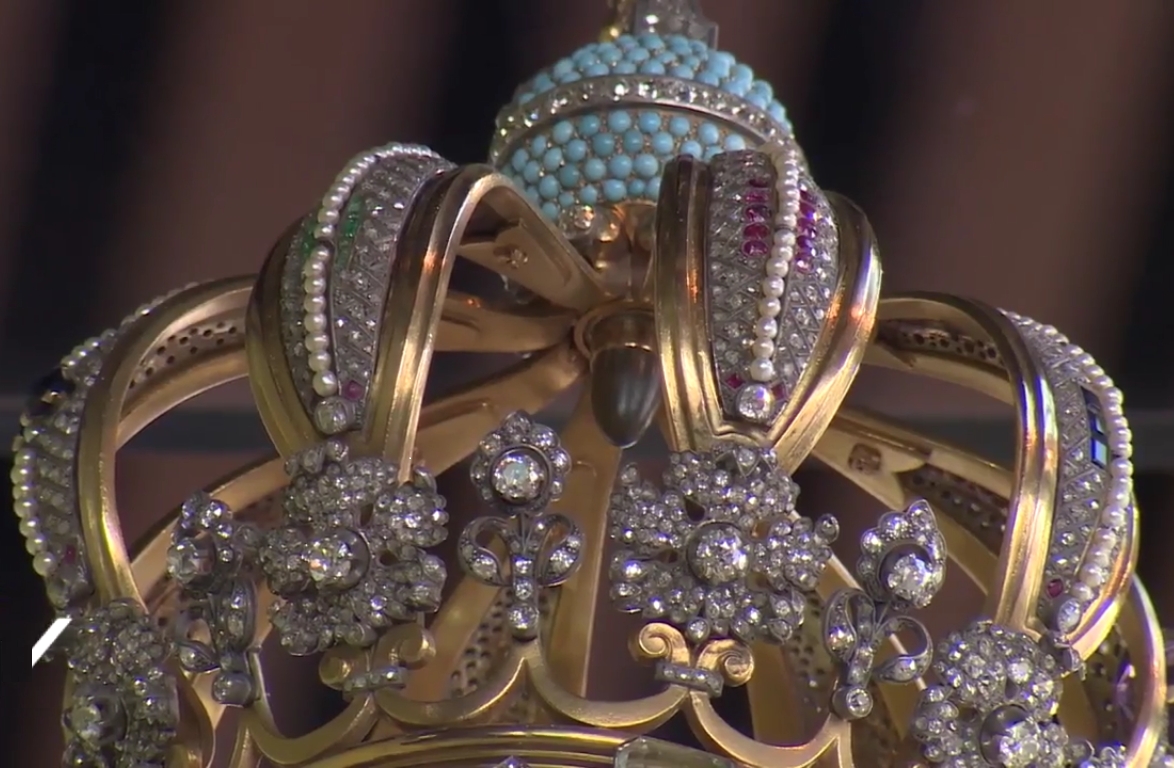
Vue détaillée de la couronne et de la balle ornant le centre des huit branches.

La balle reçue par Jean-Paul II lors de sa tentative d'assassinat à Rome le 13 mai 1981 a été intégrée à cette couronne en 1984. Cette balle a été remise à l'évêque de Leiria-Fatima à l'occasion de son passage à Rome en mars 1984. Le Pape lui a remis ce projectile resté dans la jeep après l'attentat, pour qu'il soit gardé dans le sanctuaire, « en reconnaissance à la Vierge pour lui avoir sauvé la vie ». Sur l'initiative de l'évêque, la balle a été enchâssée dans la couronne de la statue de la Vierge de Fatima. Le joailler précise : « la balle a parfaitement été emboîtée dans l’espace vide, laissé en 1942, à la jonction des huit tiges qui forment la couronne »,.
La couronne en argent doré est présente en permanence sur la statue et la « couronne précieuse » (en or et sertie de pierres précieuses) n'est utilisée que pour les jours de grands pèlerinages.

## Voyages de la statue de Fatima
La statue (originale) présente devant la chapelle ne quitte le sanctuaire qu'à l'occasion d'événements très particuliers. À ce jour elle n'a effectué que 12 voyages. Elle n'a fait que trois voyages en dehors du Portugal et de l'Espagne, et tous au Vatican, :
- les 24 et 25 mars 1984 : à la demande du pape Jean-Paul II quand il a fait la consécration du monde au Cœur immaculé de Marie. La statue est présente sur la place Saint-Pierre lors de la célébration eucharistique présidée par le pape ;
- en octobre 2000 : lors de la consécration du nouveau millénaire à la Sainte Vierge, sur la place Saint-Pierre ;
- les 12 et 13 octobre 2013, comme une icône dans la Journée mariale à la demande du pape François. Le 13 octobre, le pape, devant la statue, a refait la consécration du monde au Cœur immaculé de Marie. Ce fut la première fois dans l'histoire que la statue n'était pas présente à la Cova da Iria durant le grand pèlerinage du 13 octobre[12],[13].

Les autres voyages :
- du 7 au 13 avril 1942 à Lisbonne pour la clôture du congrès de Conseil national de la jeunesse catholique féminine ((pt) Conselho Nacional da Juventude Católica Feminina) ;
- du 22 novembre et 24 décembre 1946 : visite de l'Estrémadure et de Ribatejo à l'occasion du tricentenaire de la proclamation de Notre-Dame de la Conception patronne du Portugal ;
- d'octobre 1947 à janvier 1948 : la statue séjourne en Alentejo et en Algarve. Elle traverse la frontière hispano-portugaise à deux reprises d'Elvas à Badajoz puis à Vila Real de Santo António ;
- du 22 mai au 2 juin 1948 : à Madrid, lors du Congrès marial diocésain. La statue visite également d'autres lieux ;
- du 9 juin au 13 août 1951 : visite de toutes les paroisses du diocèse de Leiria ;
- le 17 mai 1959 : Lisbonne et Almada à l'occasion de l'inauguration du monument du Christ Roi ;
- le 12 novembre 2005 : à Lisbonne, lors de la consécration de la ville à Notre-Dame de Fatima ;
- les 16 et 17 mai 2009 : Lisbonne, à l'occasion des célébrations du cinquantième anniversaire du sanctuaire national du Christ Roi ; ainsi que l'anniversaire (50 ans) de la première visite sur ce même lieu ;
- du 21 au 23 mai 2010 : à Leiria, à l'occasion de la « fête de la foi ».

Lors de chacun de ses voyages, la statue est remplacée (dans la chapelle des apparitions) par la statue pèlerine qui est normalement exposée dans la basilique Saint-Rosaire.

## Les statues pèlerines

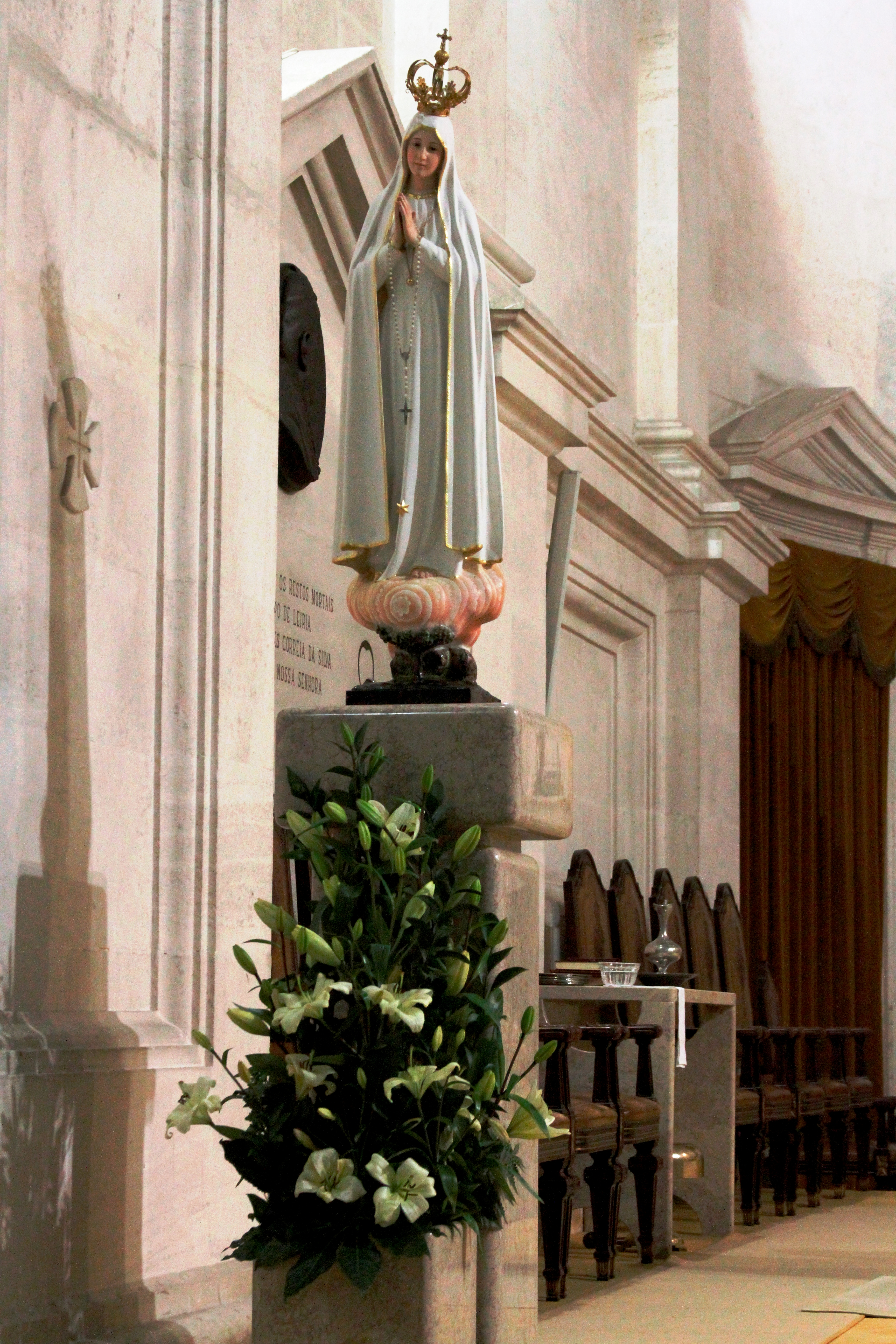
Statue pèlerine ayant parcouru le monde depuis les années 1950.

Après une première sortie en 1942 de la statue de Notre-Dame de Fatima (pour se rendre à la capitale Lisbonne), une demande voit le jour, en 1945, après la Seconde Guerre mondiale de faire venir à Berlin la statue de Fatima. Le curé de Berlin demande que la statue de la Vierge aille visiter toutes les capitales épiscopales d'Europe situées à la frontière russe. Cette demande ne sera pas réalisée. Une nouvelle demande de visite (par la statue de Notre-Dame de Fatima) est effectuée en avril 1946 par un représentant du Luxembourg au sein du Conseil international de la jeunesse catholique féminine, et à la suite de cette demande, le 13 mai 1947 débute le premier voyage de la statue pèlerine.

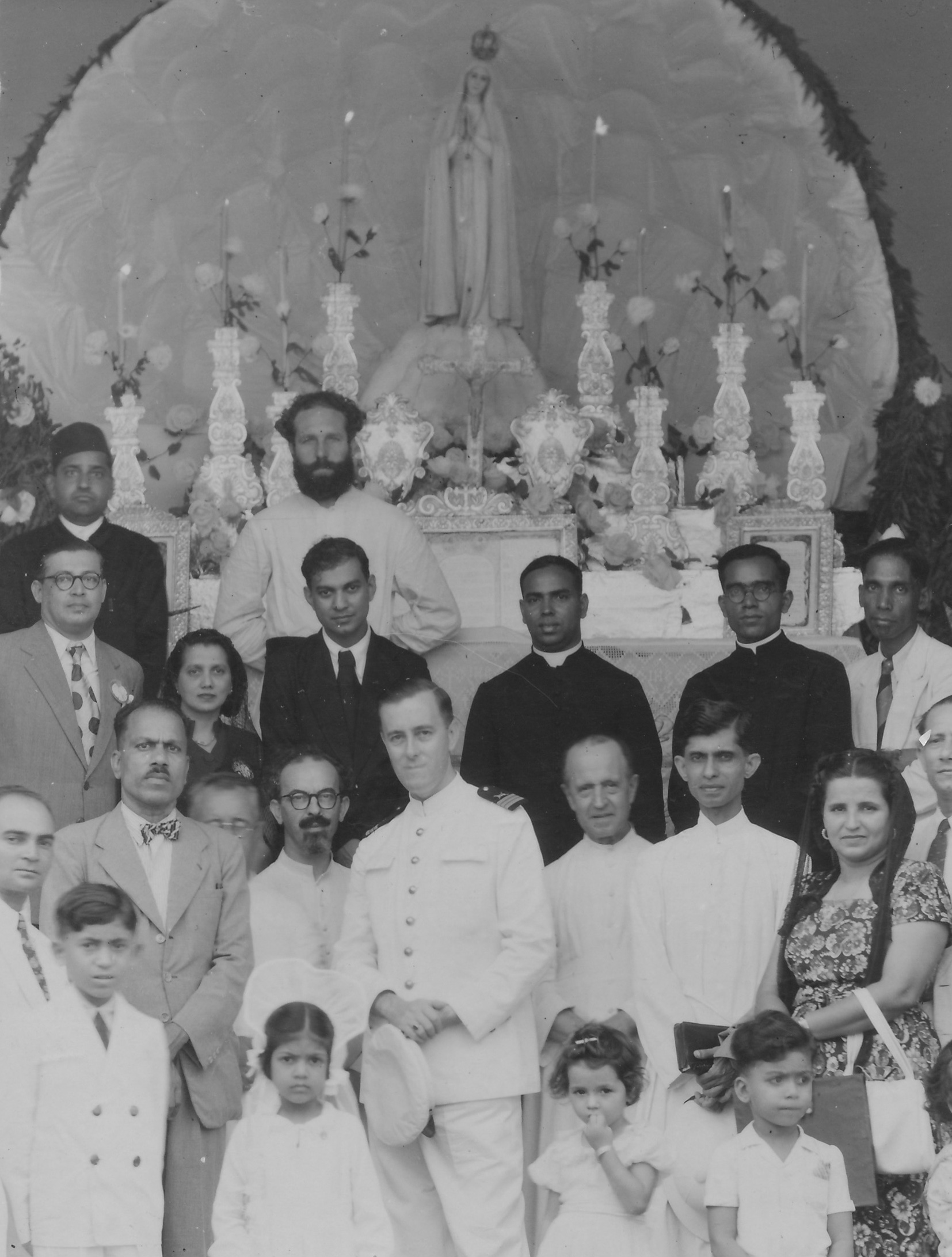
Visite de la statue de Notre Dame de Fátima à Diu (Inde) le 20 juillet 1950

La première statue de la Vierge pèlerine de Fátima a été offerte par l'évêque de Leiria et solennellement couronnée par l'archevêque d'Évora le 13 mai 1947 (soit un an après l'originale). En un demi-siècle, cette statue a parcouru le monde entier (64 pays sur différents continents, et certains à plusieurs reprises). Dans les années 2000, le recteur du sanctuaire de Fátima décide que cette statue ne devrait plus quitter le sanctuaire, sauf pour des circonstances extraordinaires. En mai 2000, elle est placée dans l'exposition « Fátima Lumière et Paix ». À cette occasion, elle est vénérée par des dizaines de milliers de visiteurs. Le 8 décembre 2003, lors de la solennité de l'Immaculée Conception, la statue est officiellement intronisée dans la basilique de Notre-Dame du Rosaire de Fatima, sur une colonne située à côté de l'autel. Cette statue est ressortie le 12 mai 2014, pour une visite des communautés religieuses contemplatives du Portugal jusqu'au 2 février 2015. Puis, du 13 mai 2015 au 13 mai 2016, elle est repartie pour une périple à travers tout le Portugal, visitant tous les diocèses du pays. Ces visites s'inscrivent dans le cadre de la préparation aux célébrations du centenaire des apparitions de Fatima. Des témoins ont rapporté que les sorties de la statue « pèlerine » sont l'occasion d'une grande mobilisation des fidèles, d'une grande affluence, et d'une grande ferveur.
Au fil des ans, afin de satisfaire les nombreuses demandes qui ont émergé dans le pays et à l'étranger, pour recevoir la statue « pèlerine », ce ne sont pas moins de 12 répliques qui ont été exécutées, et qui continuent de parcourir le monde,,. Chaque statue pèlerine a un passeport propre qui enregistre les voyages qu'elle a réalisés à travers le monde. Une des statues pèlerines a été offerte par le Portugal au Timor oriental, à l'occasion de son indépendance (en 2002).
À l'occasion du centenaire des apparitions de Fatima, de nombreuses visites ont été prévues et planifiées à travers le monde (dont plusieurs aux États-Unis),.
Le 15 mars 2022, le sanctuaire de Fatima annonce l'envoi d'une statue de la Vierge pèlerine en Ukraine, touchée par l'invasion russe. Cette annonce se fait en même temps que celle du pape François de la consécration, le 25 mars, de l'Ukraine et de la Russie au Cœur Immaculé de Marie.

## Galerie de photos
Quelques copies de la statue de Notre-Dame de Fátima, dans le monde.

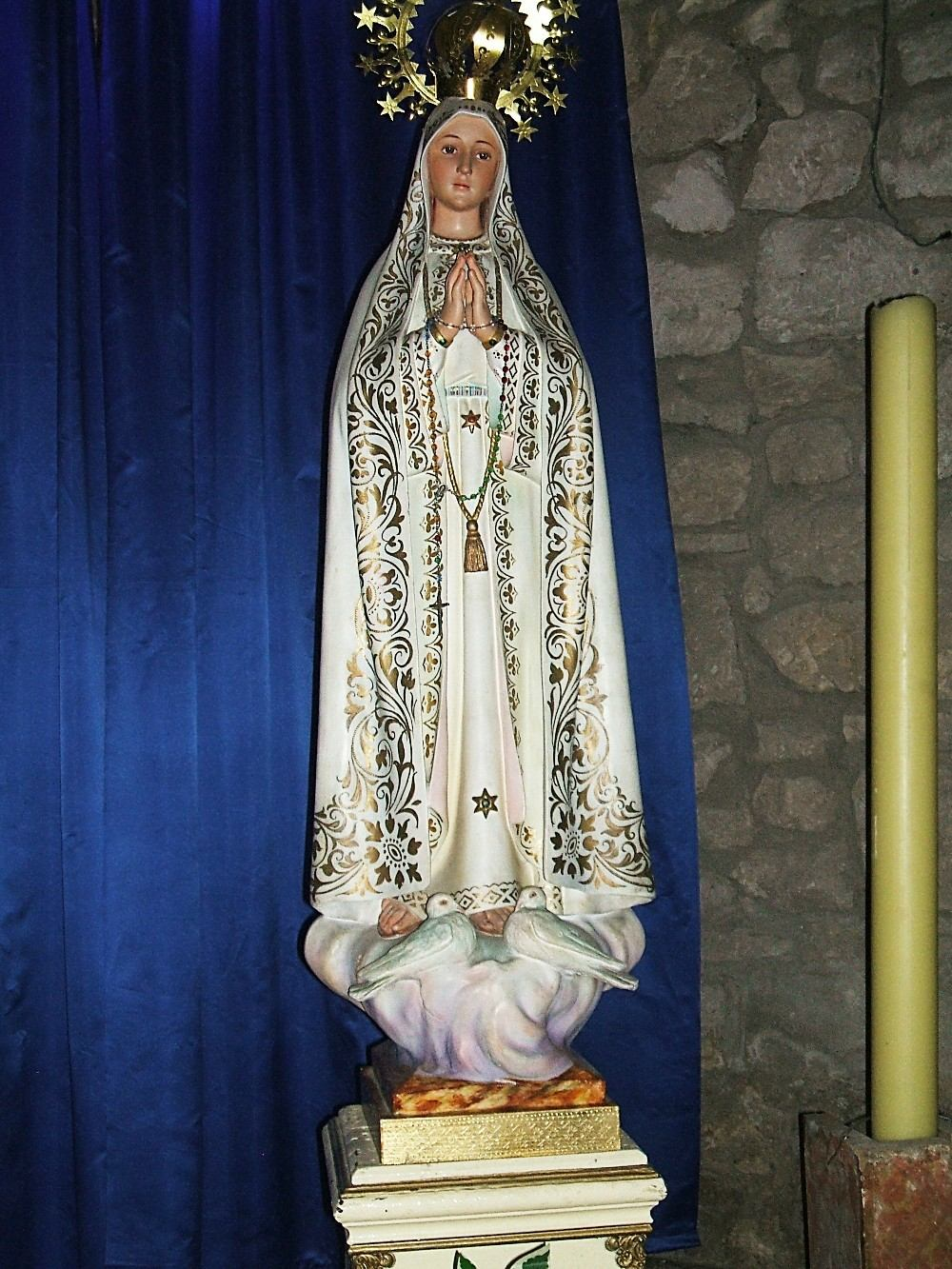
Église de Santa María, Burgos (Espagne).
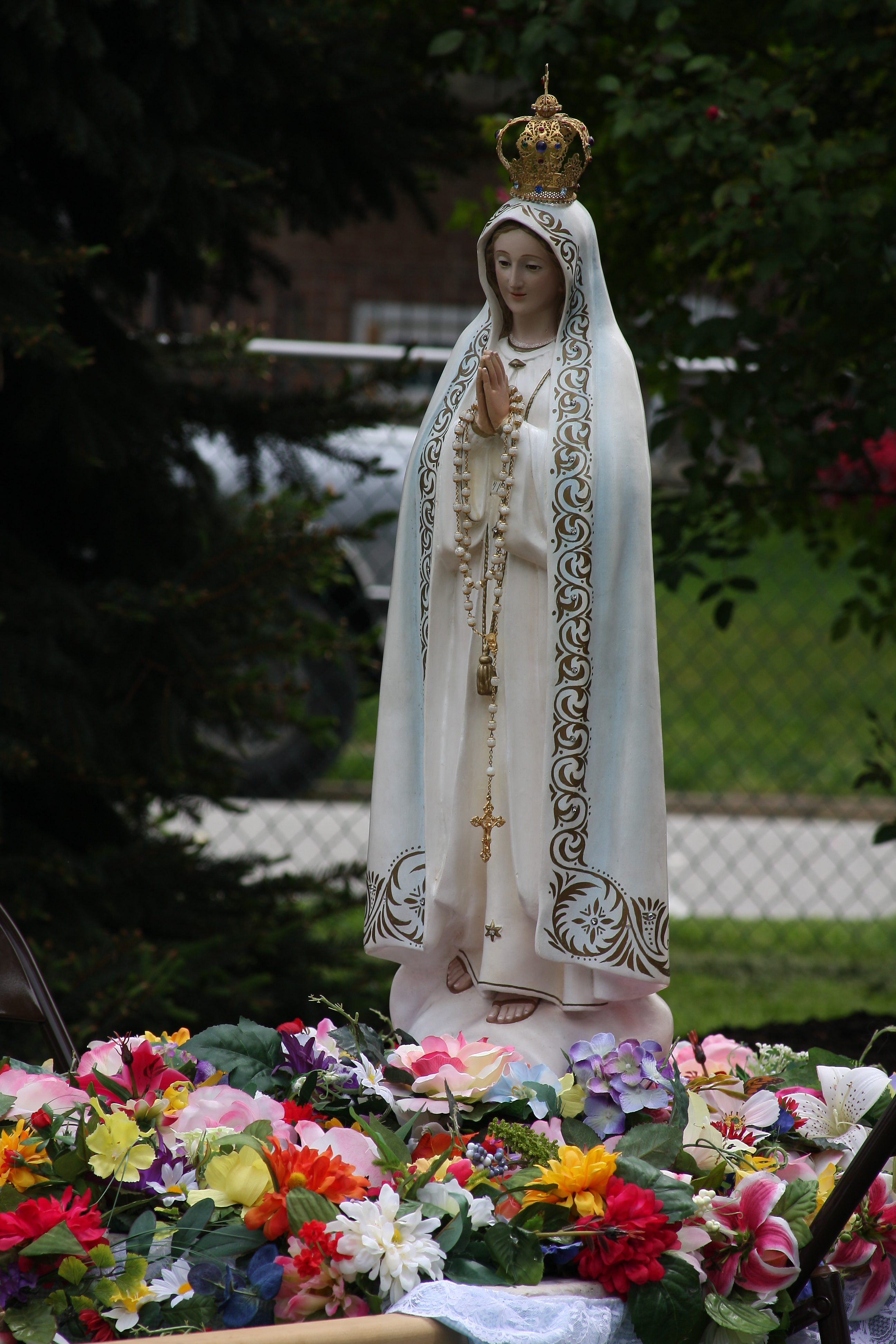
St Jude Church (États-Unis).
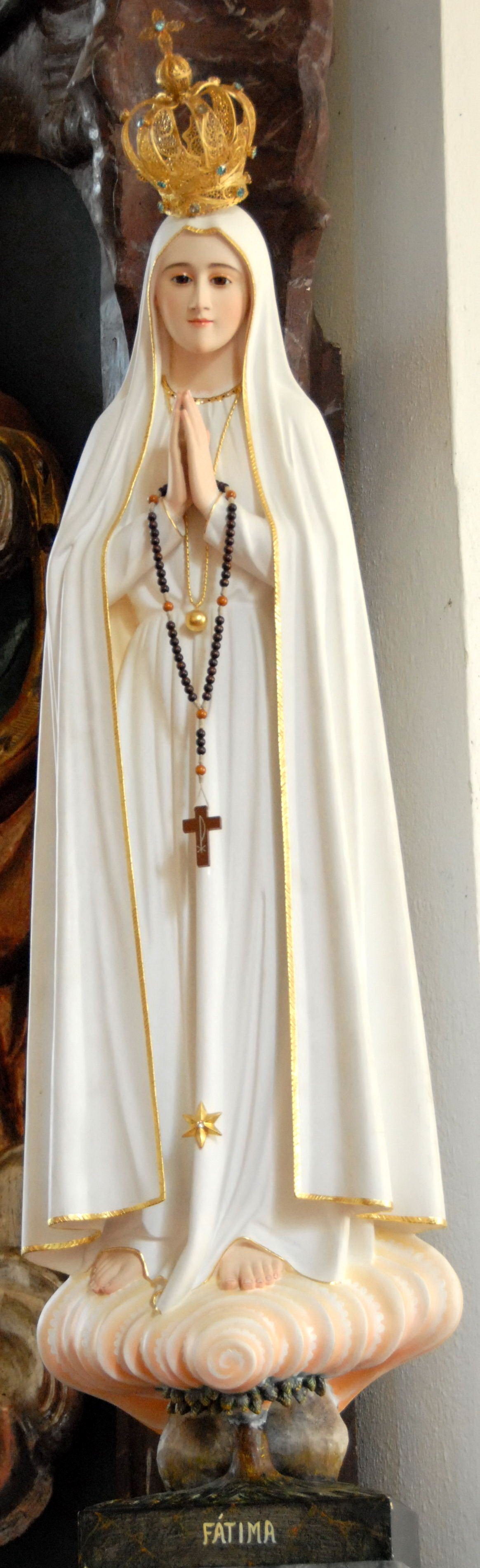
Sanctuaire Marie des Douleurs, Moosburg (Autriche).
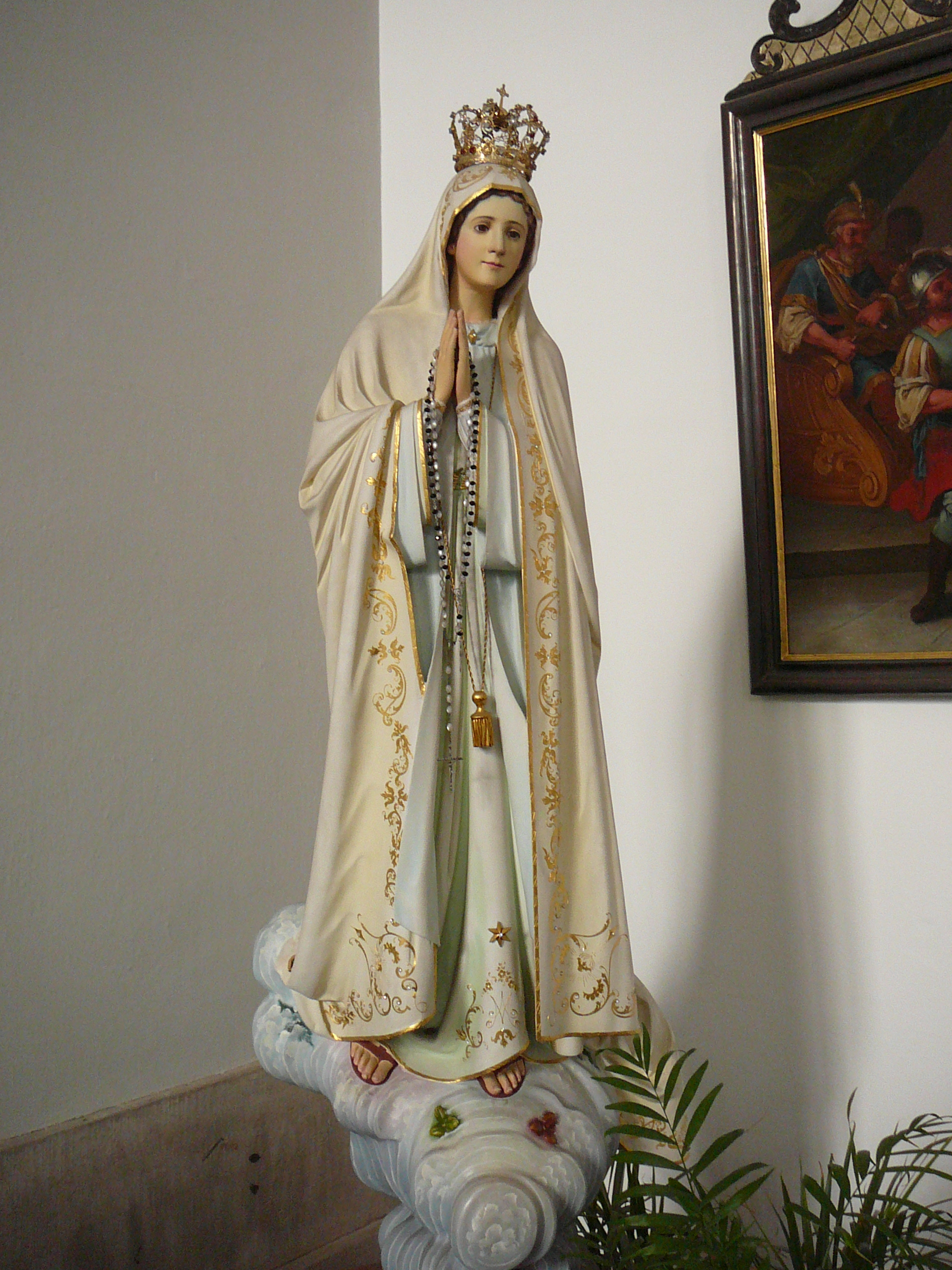
Église Saint-Laurent, Wuppertal (Allemagne).
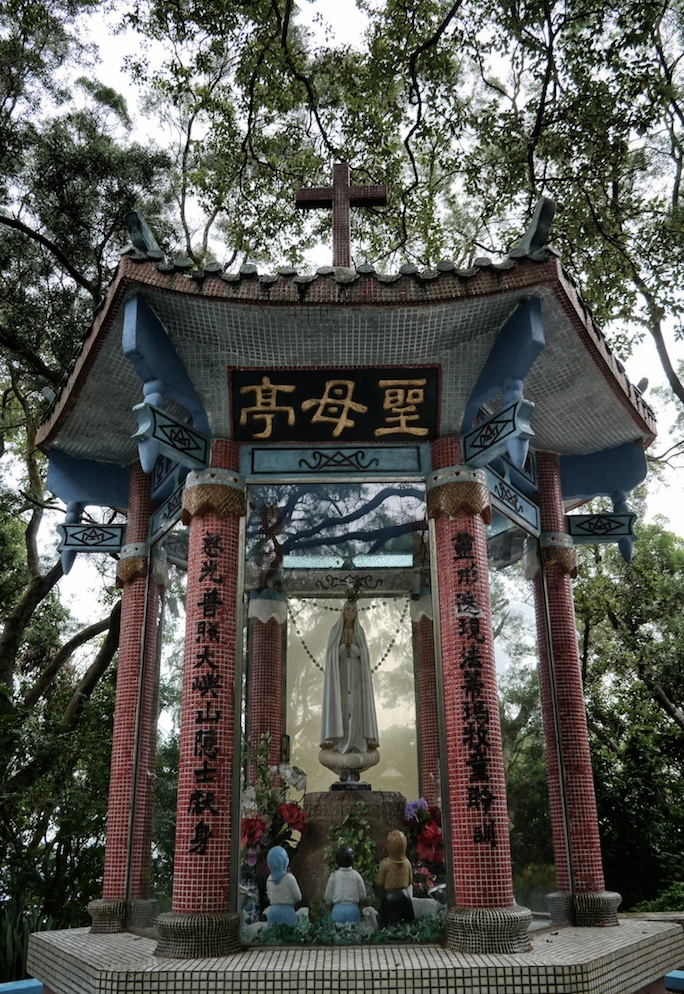
Abbaye de Notre-Dame de Consolation, Hong Kong.